# 柑橘广场

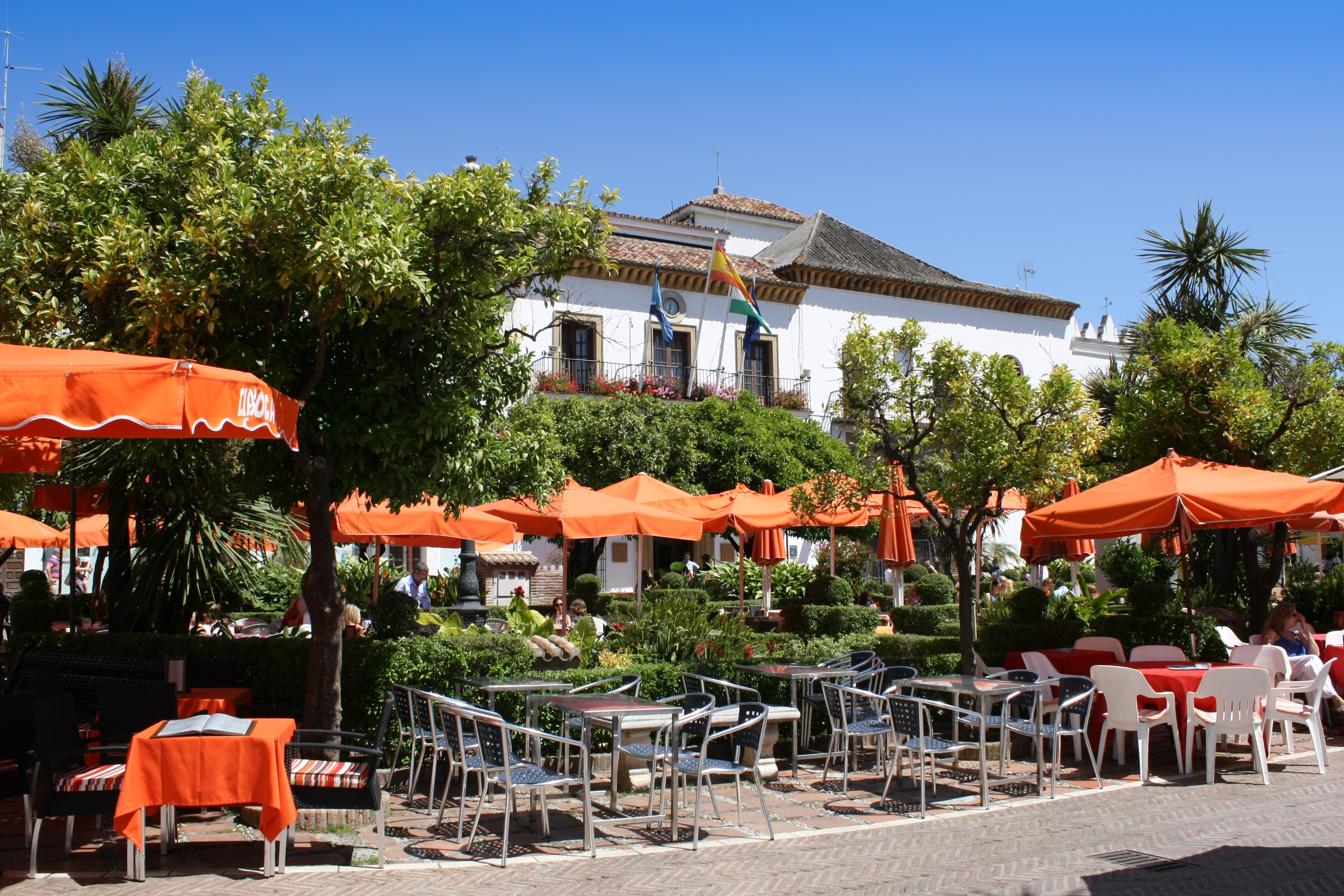
马尔韦利亚市政厅

柑橘广场（西班牙語：Plaza de los Naranjos）是西班牙马尔韦利亚老城的一个广场，始建于1485年，在基督徒从摩尔人手中收复该城之后。该地区成为该市的城市中心。 广场周围是典型的白色安达卢西亚房屋，和三座历史建筑：马尔韦利亚市政厅（Casa Consistorial, Marbella）, Casa del Corregidor 和 Ermita de Santiago。在广场的中心，有一个文艺复兴喷泉，周围是1941年种植的橘子树，广场因而得名。